# 궤도차

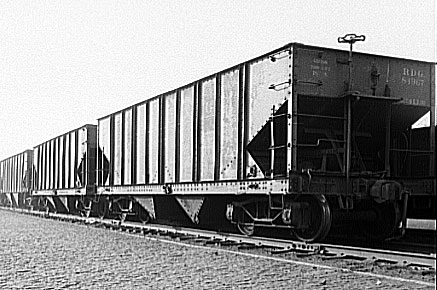
미국식 무개화차

궤도차(軌道車, railcar)는 궤도교통을 이용해 화물이나 승객을 실어나르는 차량이다. 이런 궤도차 여러 개가 줄지어 연결되고 기관차로 끌고 다니면 그게 바로 열차가 된다.
객차, 침대차, 유개화차, 무개화차 등 다양한 궤도차가 있다.
움직이는 방법은 페달을 누르는 것과 밟는 것이 있다.

## 같이 보기
- 철도 차량
- 탄수차
- 노면전차
- 화차 (철도)